# SN 2001dz
SN 2001dz – supernowa typu II odkryta 27 sierpnia 2001 roku w galaktyce UGC 471. W momencie odkrycia miała maksymalną jasność 18,30m.